# 2007 في اليمن
القائمة التالية تسرد أهم الأحداث التي وقعت خلال عام 2007 في اليمن.

## الأحداث

### مارس
- 1 مارس - جيش اليمن يتكبد مئات القتلى بمواجهات مع أتباع الحوثي.
- 26 مارس - مصادمات في اليمن بعد مزاعم بقيام مهندس فرنسي بالإساءة إلى القرآن الكريم.

### أبريل
- 7 أبريل - إصابة العشرات بهجوم على مسجد في اليمن.